# Jamal (hajó)
A Jamal (oroszul:  Ямал) az Orosz Haditengerészet 775-ös típusú (NATO-kódja: Ropucha II class) nagy partraszállító hajója. A 156-os hadrendi jelzésű hajó a Fekete-tengeri Flotta 30. felszíni hadihajó-hadosztályának 197. deszanthajó dandárjának kötelékébe tartozik, honi kikötője Szevasztopol. 2024. március 23-án ukrán robotrepülőgép-támadás érte Szevasztopolban.

## Története
A hajót a gdański Északi Hajógyár építette 1987-ben 775/25 gyártási számmal. 1988. április 30-án állították szolgálatba a Szovjet Haditengerészet Fekete-tengeri Flottájánál BDK–67 jelzéssel a flotta 39. hajóhadosztályánál.
1991-ben az Orosz Haditengerészet része lett. 1992-ben tartalékba állományba helyezték és a hajó Szevasztopolban, a Kilen-öbölben várt nagyjavításra, amelyet 1994 áprilisa és 1996 között a szevasztopoli 13. számú hajógyárban végeztek el.  Miután 1994-ben a 39. hadosztályt feloszlatták, a hajót a 30. felszíni hajóhadosztályba sorolták be.
1999 júliusában az ENSZ jugoszláviai békefenntartó művelete keretében a hajó részt vett az orosz csapatok Tuapszéből a görögországi Szaloniki kikötőjébe történő szállításában. A partraszállító hajócsoport többi tagjával együtt 260 egységnyi felszerelést, 1700 katonát szállítottak teljes felszereléssel a békefenntartó művelethez.
2002 január 3-án kapta a Jamal nevet, miután a Jamali Nyenyec Autonóm Körzet lett a hajó patrónusa. 2013–2015 között a hajó a földközi-tengeri orosz flottacsoport tagja volt. Részt vett a szíriai orosz katonai kontingens szállításában és ellátásában.
2011 áprilisában a Jamal képviselte az Orosz Haditengerészetet a BLACKSEAFOR nemzetközi tengeri hadgyakorlaton, ennek részeként a hajó Isztambulba látogatott.
2017. december 30-án az Égei-tengeren, Rodosztól 10 tengeri mérföldre délre, a szíriai Tartúszból visszatérő hajó összeütközött a Sierra Leone-i zászló alatt hajózó Orca 2 nevű konténerszállító hajóval. A sérült hajót Szevasztopolban kijavították, a Jamal 2022. május 3-án hagyta el a hajójavító üzemet. Ezt követően részt vett az Ukrajna elleni orosz invázió műveleteiben.
2024. március 23-án a szevasztopoli kikötőben álló hajót az Azov partraszállító hajóval együtt az Ukrán Légierő Storm Shadow robotrepülőgépekkel megrongálta.